# ساوت مولتون
longitudeساوت مولتونlatitudeساوت مولتون
ساوت مولتون (به انگلیسی: South Molton) یک شهرک در بریتانیا است که در انگلستان واقع شده‌است.

## خصوصیات
ساوت مولتون ۴٬۰۹۳ نفر جمعیت دارد.

## خواهرخوانده
شهر باد بونسن خواهرخواندهٔ ساوت مولتون هست.